# Espace anti de Sitter
Pour les articles homonymes, voir ADS.
 (février 2021).
Si vous disposez d'ouvrages ou d'articles de référence ou si vous connaissez des sites web de qualité traitant du thème abordé ici, merci de compléter l'article en donnant les références utiles à sa vérifiabilité et en les liant à la section « Notes et références ».
En mathématiques et en physique, l'espace anti de Sitter n-dimensionnel, noté {\displaystyle \mathrm {AdS} _{n}}, est l'analogue lorentzien de l'espace hyperbolique n-dimensionnel. Il est pourvu d'une symétrie maximale et est une variété lorentzienne à courbure scalaire négative constante.
Dans le langage de la relativité générale, l'espace anti de Sitter est une solution de vide (en) à l'équation de champ d'Einstein avec une constante cosmologique {\displaystyle \Lambda } négative.
L'espace anti de Sitter est l'analogue à courbure négative de l'espace de Sitter, nommé ainsi en l'honneur de Willem de Sitter. Il est utilisé dans la correspondance AdS/CFT.

## Définitions et propriétés
L'espace anti de Sitter peut être défini comme une sous-variété de {\displaystyle \mathbb {R} ^{2,n-1}} de codimension 1. Prenons l'espace {\displaystyle \mathbb {R} ^{2,n-1}} avec la métrique :
{\displaystyle \mathrm {d} s^{2}=-\mathrm {d} x_{0}^{2}-\mathrm {d} x_{1}^{2}+\sum _{i=2}^{n}\mathrm {d} x_{i}^{2}}
L'espace anti de Sitter est la sous-variété décrite par l'hyperboloïde :
{\displaystyle -x_{0}^{2}-x_{1}^{2}+\sum _{i=2}^{n}x_{i}^{2}=-\alpha ^{2}}
où {\displaystyle \alpha } est une constante non nulle avec des dimensions de longueur. La métrique sur l'espace anti de Sitter est la métrique induite par la métrique ambiante. On peut vérifier que la métrique induite n'est pas dégénérée et a la signature lorentzienne.
L'espace de Sitter n-dimensionnel a {\displaystyle O(n-1,2)} comme groupe d'isométries. Il n'est pas simplement connexe ; il est homéomorphe au produit {\displaystyle S^{1}\times \mathbb {R} ^{n-1}}, donc son groupe fondamental est le groupe des nombres entiers, et il a un revêtement universel contractile. L'espace-temps anti de Sitter a des temps fermés comme des boucles, contrairement à son revêtement universel qui n'en a pas. Certains auteurs utilisent l'espace anti de Sitter pour se référer au revêtement universel simplement connexe.

## L'espace anti de Sitter comme espace homogène et symétrique
De la même manière que la sphère {\displaystyle S^{2}={\tfrac {O(3)}{O(2)}}}, l'espace anti de Sitter {\displaystyle \mathrm {AdS} _{n}} peut être vu comme le quotient {\displaystyle O(2,n-1)/O(1,n-1)} de deux groupes orthogonaux indéfinis (en). Cette formulation comme quotient donne à {\displaystyle \mathrm {AdS} _{n}} une structure d'espace homogène. L'algèbre de Lie de {\displaystyle O(1,n)} est donnée par les matrices :
{\displaystyle {\mathcal {H}}={\begin{pmatrix}{\begin{matrix}0&0\\0&0\end{matrix}}&{\begin{pmatrix}\cdots 0\cdots \\\leftarrow {}^{t}\!v\rightarrow \end{pmatrix}}\\{\begin{pmatrix}\vdots &\uparrow \\0&v\\\vdots &\downarrow \end{pmatrix}}&B\end{pmatrix}}},
où {\displaystyle B} est une matrice diagonale symétrique. Un supplémentaire dans l'algèbre de Lie {\displaystyle {\mathcal {G}}} de {\displaystyle O(2,n)} est :
{\displaystyle {\mathcal {Q}}={\begin{pmatrix}{\begin{matrix}0&a\\-a&0\end{matrix}}&{\begin{pmatrix}\leftarrow {}^{t}\!w\rightarrow \\\cdots 0\cdots \\\end{pmatrix}}\\{\begin{pmatrix}\uparrow &\vdots \\w&0\\\downarrow &\vdots \end{pmatrix}}&0\end{pmatrix}}.}
Ces deux espaces vérifient {\displaystyle {\mathcal {G}}={\mathcal {H}}\oplus {\mathcal {Q}}}. Un calcul matriciel explicite montre ensuite que {\displaystyle [{\mathcal {H}},{\mathcal {Q}}]\subseteq {\mathcal {Q}}{\text{ et }}[{\mathcal {Q}},{\mathcal {Q}}]\subseteq {\mathcal {H}}}. Donc, l'espace anti de Sitter est un espace homogène et un espace symétrique non riemannien.